# Istoria Eritreei
Poziția strategică la capătul sudic al Mării Roșii cu vedere directă asupra Mării Arabiei va face din litoralul a ceea ce aste azi Eritreea o zonă râvnită de-a lungul secolelor. Etiopienii își vor disputa dreptul asupra acestei zone cu diferitele puteri europene sau asiatice. Doar în secolul al XIX-lea italienii vor stabili Eritreea ca identitate politică, iar mai apoi, națională, ceea ce va duce la unul dintre cele mai lungi sângeroase conflicte ale Africii moderne.   
Cei mai vechi locuitori sedentari ai Eritreei au venit din Valea Nilului acum circa 6000 de ani. Pe parcursul următoarelor milenii, Eritreea a cunoscut valuri migratoare ale popoarelor nilotice, cusite și semite în ceea ce va deveni una dintre primele zone de cultură a plantelor și domesticire a animalelor din Africa. Încă din al treilea mileniu î. Hr. popoarele din Eritreea erau implicate în comerțul din Marea Roșie. În sec. 4 a devenit parte a regatului Aksum, cu care ocazie a fost introdus și creștinismul copt; în secolele ce vor urma va prospera ca stat semi-independent sub suveranitatea nomianală a continuatorului acestuia, statul etiopian, care dispută Eritreea cu Portugalia și Imperiul Otoman. În sec. 16 teritoriul Eritreei este anexat de Imperiul Otoman. 
Italia își extinde treptat autoritatea asupra teritoriului Eritreei, anexând portul Assab în 1882, Massawa și Beilal în 1885, și Asmara și Keren în 1889.  încercarea de a pătrunde mai adânc, în Etiopia, este blocată de înfrângerea de la Dogali (26 ianuarie 1887.) Colonia italiană Eritreea a fost stabilită la 1 ianuarie 1890 și va dura până la sfârșitul celui de al doilea război mondial, când forțele britanice vor lua Eritreea în stăpânire. Italienii vor fi cei care vor stabili numele de Eritreea, după denumirea antică a Mării Roșii - Mare Erytareum.  
Administrația britanică va dura din 1941 până în 1952, când națiunile unite vor alipi Eritreea Etiopiei, ca un compromis între pretențiile Etiopiei asupra Eritreei și dorința acesteia din urmă de a deveni un stat independent. Începută că o federație între cele două entități, anexarea Eritreei de către Etiopia se va finaliza în 1962 când împăratul Haile Selassie va transformă Eritreea într-o provincie etiopiană.